# Żyrardów
Żyrardów (udtale [ʐɨˈrarduf]  ( hør) er en by og en kommune (Gmina) der ligger i det østlige, centrale Polen, i voivodskabet Masovien (Województwo mazowieckie) og har 39.374(2021) indbyggere og et areal på 	14,35 km². Den er administrationsby i powiatet (amt) Żyrardów. Żyrardów ligger 45 kilometer vest for Warszawa.

## Historie
En tekstilfabrik grundlagt i landsbyen Ruda Guzowska i 1833. En af direktørerne for fabrikken var den franske opfinder Philippe de Girard (fra Lourmarin) . Landsbyen udviklede sig i løbet af det 19. århundrede til en betydelig tekstil mølleby i Polen. Til ære for Girard blev Ruda Guzowska omdøbt til Żyrardów, et toponym afledt af poloniseret stavning af Girards navn.

### Arbejderbevægelse
De forfærdelige arbejdsforhold og ulighed i bomuldsmøllerne og tekstilindustrien i Żyrardów i slutningen af det 19. århundrede, som dengang lå i Kongrespolen (en del af det russiske imperium), førte til en massiv strejke startet af de kvindelige arbejdere, der var ansat der i 1883. Denne begivenhed er en af de største og vigtigste begivenheder i den tidlige historie af den polske arbejderbevægelse, som fokuserede på at bekæmpe de koloniale undertrykkere samt at befri de arbejdere i det opdelte Polen. Omvæltningerne i Żyrardów var den største protest i Polen indtil Łódź-oprøret under 1905-revolutionen. De er fortsat et væsentligt element i den polske arbejderklasses historie, med forskellige former for medier dedikeret til dem såvel som gadegengivelser opført hvert år siden 2004.